# Aspidoscelis neomexicanus
Aspidoscelis neomexicanus (нью-мексиканський батогохвіст) — вид ящірок родини теїдових (Teiidae). Мешкає в США і Мексиці.

## Поширення й екологія
Нью-мексиканські батогохвости мешкають у Нью-Мексико, в долині Ріо-Гранде на південному заході Техасу та на півночі Чіуауа, а також у Національному парку Петріфайд-Форест на сході Аризони. Вони живуть на напівпустельних луках, серед скель, в арройо, в сухих чагарниках і гірських лісах, на висоті від 1010 до 1890 м над рівнем моря.